# Helpdesk
Ein Helpdesk, Help-Desk oder User-Help-Desk (UHD) ist ein Issue-Tracking-System, das vorrangig für die Unterstützung von Anwendern von Hard- und Software, aber auch für Anfragen von Kunden in anderen Dienstleistungsbereichen zuständig ist.
Die Hilfe (Help) kann dabei über klassischen Telefonservice, aber auch mit Hilfe technischer Geräte sowie von Software (Fernwartung, Live-Support-System) erfolgen.
In speziellen Issue-Tracking-Systemen werden die Anfragen verwaltet. Damit kann einerseits von allen eingesetzten Kundenbetreuern auf die Service- und Fehlerhistorie zurückgegriffen und andererseits durch Fehleranalysen die Weiterentwicklung der Produkte oder des Service unterstützt werden.
Die Wissensdatenbank spielt eine zentrale Rolle im Help Desk bei der Fehleranalyse und letztlich der Lösung und Wiederherstellung der Dienstbereitschaft (Produkte und Services).
Die Qualität des Helpdesks nimmt einen zunehmenden Stellenwert bei der Beurteilung von Unternehmen und Produkten ein.
Kundenbindung und Image stehen oft in engem Zusammenhang mit der angebotenen Unterstützung.
Für Helpdesks zum IT-Management gilt das ITIL-Service-Desk-Rahmenwerk als De-facto-Standard.

## Servicelevels
Ein Helpdesk gliedert sich in verschiedene sogenannte Level. Ein Level ist eine Gruppe von Experten, die speziell für die Tätigkeit in diesem Level zuständig ist. Insgesamt sind am Helpdesk 3 Level vorgesehen.
First Level
ist der Erstkontakt zum Kunden. Dieser besteht zumeist aus Mitarbeitern, die zwar eine IT-Grundausbildung haben, sich jedoch auf keinen Bereich spezialisiert haben. An einigen Helpdesks wird diese Aufgabe auch durch Call-Center-Agenten übernommen. Die Anfragen gehen unter anderem per Mail, Telefon, LiveChat oder Fax bei einem Mitarbeiter im First Level ein und werden von diesem in einem Ticketsystem dokumentiert und, wenn möglich, gelöst. Kann das Problem im First Level nicht gelöst werden, wird das Ticket an den Second Level weitergeleitet.
Second Level
besteht meist aus besser geschultem und erfahrenerem Personal. Sie haben meist mehr Zeit, um sich um einzelne Probleme zu kümmern, und sind die Schnittstelle zum Third Level. Zudem hat der Second Level die Aufgabe, den First Level zu schulen.
Third Level
bearbeitet die Probleme, die weder im First noch im Second Level gelöst werden konnten. Beim Third Level handelt es sich nicht nur um ein Team wie bei den beiden erstgenannten Leveln, sondern er besteht aus mehreren Expertenteams, die sich auf ein Thema spezialisiert haben. Das können zum Beispiel Serverspezialisten, Netzwerkspezialisten oder Programmierer sein.

### Service Desk
Der Servicedesk ist die zentrale Anlaufstelle für alle Serviceanfragen innerhalb einer Organisationsstruktur und somit die definierte Schnittstelle zwischen den Anforderungen des Kunden und dem umsetzenden Geschäftsprozess. Er vermittelt zwischen Kunde und Dienstleister (Siehe auch: Kundendienst) und ist in größeren Unternehmen mit skalierbarer Prozessautomation oft als Callcenter (inbound – eingehend) oder Hotline ausgelegt. Diese agieren mit unterschiedlichen Ausrichtungen, je nach zugrunde liegendem Geschäftsprozess.
Andere Eingangskanäle für die Aktivitäten eines Servicedesk sind neben der Annahme über Telefon auch Anfragen über Fax, Internet-Formulare, Diskussionsgruppen, E-Mail und andere Automationsprozesse.
Eine häufige, strategische Ausrichtung des Servicedesk ist diejenige, bei der dem Nutzer/Anwender gegenüber nur eine einzige Schnittstelle auftritt, auch als Single Point of Contact (SPOC) bezeichnet. Der Nutzer hat somit den Vorteil nur einen zentralen Ansprechpartner für verschiedene interne Prozesse zu nutzen. Der Servicedesk übernimmt und dokumentiert Anfragen meist in Form von sogenannten Störungen (Incidents), Tickets oder Service-Anfragen (Service Requests) und überwacht deren Abarbeitung.
Ursprünglich stammt der Begriff aus dem Bereich Informationstechnik. Dort stellt der Servicedesk eine Funktionseinheit im Rahmen des IT Service Managements dar und garantiert die Erreichbarkeit der IT-Organisation für ihre Service-Nutzer.

## Funktion in ITIL
Die Hauptaufgabe des Servicedesk nach ITIL ist die ein- und ausgehende Kommunikation mit den Anwendern von IT-Services. Der Servicedesk informiert die Nutzer gegebenenfalls über Veränderungen an der IT-Infrastruktur sowie den Status eröffneter Störungen (Incidents). Er überwacht die Aktivitäten der nachfolgenden Supporteinheiten und übernimmt zusätzliche Aufgaben im Rahmen verschiedener Prozesse, zum Beispiel Incident Management, Change-Management, Configuration-Management, Releasemanagement und Problem Management.

## Software
Bekannte Helpdesk-Systeme (Auswahl):
- Gitlab (freie Software)
- Open Ticket Request System (OTRS) (proprietär)
- Zammad (freie Software)
- Zendesk (proprietär)